# Scabricola desetangsii
Scabricola desetangsii là một loài ốc biển, là động vật thân mềm chân bụng sống ở biển trong họ Mitridae, họ ốc méo miệng.